# 노바디 2
《노바디 2》(영어: Nobody 2)는 2025년 개봉한 미국의 액션 스릴러 영화이다. 2021년 영화 《노바디》의 속편이다.

## 출연진
- 밥 오든커크/놀런 그랜섬(아역) - 허치 맨셀
- 코니 닐센/파이퍼 브론(아역) - 베카 맨셀
- 존 오티즈 - 헨리
- RZA - 해리 맨셀
- 콜린 행크스 - 에이블
- 크리스토퍼 로이드 - 데이비드 맨셀
- 샤론 스톤 - 렌디나
- 마이클 아이언사이드 - 에디 윌리엄스
- 콜린 새먼 - 미용사
- 빌리 매클렐런 - 찰리 윌리엄스
- 게이지 먼로 - 브레이디 맨셀
- 페이즐리 커도래스 - 새미 맨셀
- 대니얼 매키니스 - 토비
- 신디 미스키우
- 자라 롱이